# Furcifer antimena
Furcifer antimena is een hagedis uit de familie van de kameleons (Chamaeleonidae).

## Naam en indeling
De wetenschappelijke naam van de soort werd voor het eerst voorgesteld door Alfred Grandidier in 1872.  Oorspronkelijk werd de wetenschappelijke naam Chamaeleo antimena (Grandidier, 1872) gebruikt en later de naam Chamaeleon rhinoceratus lineatus (Methuen & Hewitt, 1913).

## Uiterlijke kenmerken
Het mannetje kan 34 centimeter lang worden, is groen met lichte strepen en heeft een dorsale kam bestaande uit ongeveer dertig kegelvormige schalen van drie tot zes millimeter lengte. Het wijfje kan zeventien centimeter worden en is volledig donkergroen. Beide seksen hebben een uitsteeksel op het uiteinde van de neus, bij het mannetje is deze groter dan bij het wijfje.

## Voortplanting
Het wijfje zet tien tot vijftien eieren af in een kuil in het zand, die ze na het leggen dichtgooit. Na een jaar komen de jongen uit.

## Verspreiding en leefgebied
De soort is endemisch in het zuidwesten van Madagaskar. F. antimena komt voor in doornig struikgewas en succulente begroeiing rond Ankotapiky, Antsokay en Toliara, op een hoogte tussen de vijf en tachtig meter boven de zeespiegel. De oppervlakte van zijn leefgebied wordt geschat op ruim zesduizend vierkante kilometer en wordt begrensd door de rivieren Onilahy en Mangoky.
De bossen waarin hij leeft worden gekapt of verbrand voor de productie van houtskool en om plaats te maken voor landbouwgronden. Bovendien werden tot het verbod in 1994 2.052 exemplaren van de soort geëxporteerd voor de handel. De beschermingsstatus van F. antimena is daarom als kwetsbaar opgenomen op de Rode Lijst van de IUCN.